# Kangnung
Kangnung je město na východním pobřeží Korejského poloostrova v Jižní Koreji. V roce 2006 mělo 229 869 obyvatel. Je ekonomickým centrem regionu Jongdong na východě provincie Kangwon. Má mnoho turistických atrakcí jako např. Jongdongdžin, což je jedna z nejslavnějších turistických atrakcí v Koreji. Jongdongdžin je malebné městečko, kam se Korejci sjíždějí na korejský nový rok pozorovat východ slunce. Jižně od města se nachází letecká základna jihokorejského letectva, která dříve sloužila i jako civilní letiště. Ve městě sídlí jihokorejský prvoligový fotbalový klub Kangneung City FC.
Končí zde železniční trať z Jongdžu.

## Zimní olympijské hry 2018
Kangnung byl jedním z hostitelských měst zimních olympijských her 2018 v Pchjongčchangu. Hostil halové sporty, zatímco ostatní sporty se odehrávaly na sjezdovkách v nedalekých horách (převážně v okrese Pchjongčchang).
Všechny budovy kromě Gangneung Indoor Ice Rink byly nově postaveny pro ZOH 2018. Jedná se o následující:
- Gangneung Indoor Ice Rink – curling
- Gangneung Kwandong University Arena – lední hokej
- Gangneung Sports Complex Speed Skating facility – rychlobruslení
- Gyeongpo Ice Hall – rychlobruslení (krátká dráha) a krasobruslení
- hokejový stadion Kangnung – lední hokej